# Liste der denkmalgeschützten Objekte in Bor u Tachova
Grundlage dieser Liste der denkmalgeschützten Objekte in Bor u Tachova ist die ÚSKP-Liste (Ústřední seznam kulturních památek České republiky, deutsch Zentrale Liste der Kulturdenkmäler der Tschechischen Republik), die von der tschechischen Denkmalschutzbehörde NPÚ (Národní památkový ústav, deutsch Nationale Denkmalbehörde) seit 1987 geführt wird und an die seit dem Jahr 1850 geschaffenen Listen anschließt.

## Denkmalgeschützte Objekte nach Ortsteilen

### Bor u Tachova
| Lage                                                                                   | Objekt                                 | Beschreibung                                                                                              | ÚSKP-Nr.                  | Bild                           |
| -------------------------------------------------------------------------------------- | -------------------------------------- | --- | ------------------------- | ------------------------------ |
| Bor u Tachova Platz der Republik 226 (Standort)                                        | Nikolauskirche                         | Nikolauskirche, erbaut im 18. Jahrhundert                                                                 | 28714/4-1706 Info Katalog | weitere Bilder                 |
| Bor u Tachova Kleiner Platz 289 Ecke Ruská-Straße (Standort)                           | Spital mit Kapelle Johannes der Täufer | Spital mit Kapelle Johannes der Täufer, erbaut vor 1515, beherbergt die Gruft der Fürsten von Löwenstein  | 28834/4-1708 Info Katalog | weitere Bilder                 |
| Bor u Tachova Platz der Republik 286 (Standort)                                        | Bürgerhaus                             | Bürgerhaus                                                                                                | 31203/4-1705 Info Katalog | Bürgerhaus                     |
| Bor u Tachova Plzeňská 259 (Standort)                                                  | Schloss                                | Schloss, 1263 als Kastell erbaut, um 1600 zu Renaissanceschloss umgebaut, im 18. Jahrhundert barockisiert | 18612/4-1703 Info Katalog | weitere Bilder                 |
| Bor u Tachova Platz der Republik 1 (Standort)                                          | Rathaus                                | Rathaus                                                                                                   | 15791/4-1704 Info Katalog | Rathaus                        |
| Bor u Tachova Plzeňská auf der Brücke über den Výrovský Potok, beim Schloss (Standort) | Nepomuksäule                           | Nepomuksäule                                                                                              | 15110/4-3581 Info Katalog | Nepomuksäule                   |
| Bor u Tachova Plzeňská 277 (Standort)                                                  | Wallfahrtskirche Maria Loretto         | Wallfahrtskirche Maria Loretto, erbaut 1668                                                               | 40738/4-1709 Info Katalog | Wallfahrtskirche Maria Loretto |
| Bor u Tachova Platz der Republik an der Kirche (Standort)                              | Mariensäule                            | Mariensäule                                                                                               | 35281/4-1707 Info Katalog | Mariensäule                    |
| Bor u Tachova Platz der Republik 297 (Standort)                                        | Pfarrhaus                              | Pfarrhaus                                                                                                 | 50177/4-5183 Info Katalog | Pfarrhaus                      |

### Bezděkov
| Lage        | Objekt | Beschreibung | ÚSKP-Nr.            | Bild |
| ----------- | ------ | ------------ | ------------------- | ---- |
| Bezděkov () | Kreuz  | Kreuz        | 100602 Info Katalog |      |

### Borovany
| Lage        | Objekt      | Beschreibung | ÚSKP-Nr.                  | Bild |
| ----------- | ----------- | ------------ | ------------------------- | ---- |
| Borovany () | Georgssäule | Georgssäule  | 28131/4-1711 Info Katalog |      |

### Damnov
| Lage                                        | Objekt        | Beschreibung  | ÚSKP-Nr.                  | Bild |
| ------------------------------------------- | ------------- | ------------- | ------------------------- | ---- |
| Damnov, am südlichen Ortsausgang (Standort) | Martinskirche | Martinskirche | 41986/4-1734 Info Katalog | BW   |

### Holostřevy
| Lage                                                                  | Objekt         | Beschreibung   | ÚSKP-Nr.                  | Bild |
| --------------------------------------------------------------------- | -------------- | -------------- | ------------------------- | ---- |
| Holostřevy, im südlichen Ortsteil, nahe der Eisenbahnlinie (Standort) | Nikolauskirche | Nikolauskirche | 19777/4-1743 Info Katalog | BW   |
| Holostřevy 1 (Standort)                                               | Pfarrhaus      | Pfarrhaus      | 19426/4-1744 Info Katalog | BW   |

### Kosov
| Lage                | Objekt    | Beschreibung | ÚSKP-Nr.                  | Bild |
| ------------------- | --------- | ------------ | ------------------------- | ---- |
| Kosov 7 (Standort)  | Bauernhof | Bauernhof    | 19775/4-1785 Info Katalog | BW   |
| Kosov 14 (Standort) | Bauernhof | Bauernhof    | 27964/4-1784 Info Katalog | BW   |

### Lužná u Boru
| Lage                       | Objekt    | Beschreibung               | ÚSKP-Nr.                  | Bild |
| -------------------------- | --------- | -------------------------- | ------------------------- | ---- |
| Lužná u Boru 16 (Standort) | Bauernhof | Bauernhof, 1990 abgerissen | 19814/4-1808 Info Katalog | BW   |

### Nový Dvůr
| Lage                                       | Objekt     | Beschreibung | ÚSKP-Nr.                  | Bild |
| ------------------------------------------ | ---------- | ------------ | ------------------------- | ---- |
| Nový Dvůr, an der Straße nach Boječnice () | Sühnekreuz | Sühnekreuz   | 29212/4-5134 Info Katalog |      |

### Skviřín
| Lage               | Objekt                | Beschreibung                       | ÚSKP-Nr.                  | Bild |
| ------------------ | --------------------- | ---------------------------------- | ------------------------- | ---- |
| Skviřín (Standort) | Kirche Peter und Paul | Kirche Peter und Paul, erbaut 1720 | 36536/4-1710 Info Katalog | BW   |